# Gazda István (lelkipásztor)
Gazda István (Miskolc, 1959. április 17. –) református lelkipásztor.

## Tanulmányai
Az általános iskolát szülőfalujában, Sajóvámoson, a középiskolát a Debreceni Református Kollégium Gimnáziumában, a teológiát 1977 és 1983 között a debreceni teológián végzi el. A budapesti Testnevelési Egyetemen 1990 és 1993 között öt féléven át végez egyetemi tanulmányokat, mentálhigiénés képesítést szerez. A Károli Gáspár Református Egyetem Hittudományi Karán 1998 és 2000 között négy féléven át a lelkészi diplomára épülő középiskolai református vallástanári diplomát kap. A Debreceni Hittudományi Egyetemen 2003 és 2005 között négy féléven át egyházi intézményvezetői szakon folytat tanulmányokat.

## Munkássága
A Tiszáninneni református egyházkerületben szolgál, 1980-tól exmittált teológiai hallgatóként Hangácson és Nyomáron, 1987-től megválasztott és beiktatott lelkipásztorként Mezőcsáton.
Szolgálati évei alatt 1992-ben iskolát alapít az egyházközség, 2004-ben óvodát, 2007-ben bölcsődét. Az intézmények nevüket Dr. Enyedy Andor (1888-1966) tiszáninneni református püspökről kapták. 2000-ben helyreállítják a templom fakazettás mennyezetét. 2011 és 2016 között a helyi gimnáziumot is az egyházközség tartja fenn.
2003-tól 2010-ig a Borsod-Gömöri Református Egyházmegye esperese, ezalatt 100 gyülekezet életének segítője.
Mezőcsát Önkormányzatának állandó képviselőtestületi tagja, több cikluson át, 1994. és 1998. között alpolgármester.

## Kitüntetései
- Mezőcsát város díszpolgára (2017)
- Magyar Arany Érdemkereszt (2012)
- Mezőcsát Városért (2000)